# International Journal of Algebra and Computation
International Journal of Algebra and Computation is een internationaal, aan collegiale toetsing onderworpen wetenschappelijk tijdschrift op het gebied van de wiskunde. De naam wordt in literatuurverwijzingen meestal afgekort tot Int. J. Algebra Comput. Het wordt uitgegeven door World Scientific en verschijnt 8 keer per jaar. Het eerste nummer verscheen in 1991.